# Bão Nisarga
Bão xoáy dữ dội Nisarga là một cơn bão nhiệt đới hiện đang hoạt động hướng đến bờ biển của bang Maharashtra, Ấn Độ. Bão Nisarga bắt đầu như một vùng trũng sâu ở biển Ả Rập và dự kiến sẽ đánh vào bờ biển phía tây của Ấn Độ. Vào ngày 2 tháng 6 năm 2020, Cục Khí tượng Ấn Độ (IMD) đã xem xét lại bão Nisarga là cơn bão mạnh từ cơn bão xoáy trung bình trong khi xác nhận đổ bộ vào thị trấn ven biển Alibag ở Maharashtra vào ngày 3 tháng 6 năm 2020.
Đây là cơn bão thứ hai trong mùa bão Bắc Ấn Độ Dương 2020 đổ bộ vào tiểu lục địa Ấn Độ trong một khoảng hai tuần, sau Bão Amphan, cơn bão siêu bão đầu tiên xảy ra ở Vịnh Bengal trong thế kỷ 21. Nisarga là cơn bão xoáy dữ dội đầu tiên kể từ năm 1891 ảnh hưởng đến Mumbai, một trong những thành phố đông dân nhất Ấn Độ.

## Lịch sử khí tượng
Hồi 13 giờ ngày 31 tháng 5, một vùng áp thấp hình thành ở phía đông biển Ả Rập. Sau đó, vùng thấp đó đã mạnh lên thành áp thấp nhiệt đới vào sáng sớm ngày 1 tháng 6 khi nó có tâm cách Goa khoảng 340 km về phía tây nam, cách Mumbai 630 km về phía nam-tây nam. Đến trưa ngày mồng 2 tháng 6, áp thấp nhiệt đới mạnh dần thành áp thấp sâu rồi thành bão, đặt tên là Nisarga. Đến 12 giờ rưỡi ngày mồng 3 tháng 6, bão đổ bộ vào thị trấn Alibag, khi đạt sức gió mạnh nhất.

## Thiệt hại
Ở bang Maharashtra, bão Nisagra khiến cho 6 người chết và 11 người bị thương. Thủ hiến bang Maharashtra Uddhav Thackeray đưa ra thông báo sẽ hỗ trợ 400,000 rupee cho người thân những người thiệt mạng, và sau đó là 1 tỉ rupee để hỗ trợ xã Raigad. Chính phủ bang ước tính tổng thiệt hại do ảnh hường tử Nisarga lên tới 60,48 tỉ rupee và yêu cầu 11 tỉ rupee để phục hồi từ thiệt hại 